# Ophiorrhiza densa
Ophiorrhiza densa är en måreväxtart som beskrevs av Hsien Shui Lo. Ophiorrhiza densa ingår i släktet Ophiorrhiza och familjen måreväxter. Inga underarter finns listade i Catalogue of Life.